# Omfartsvej vest om Skive
|  | Denne artikel beskriver en fremtidig begivenhed Denne artikel eller sektion handler om planlagt eller forventet fremtidig begivenhed. Der kan forekomme spekulativ information, og indholdet kan ændres dramatisk når begivenheden nærmer sig og mere information bliver tilgængelig. |

Omfartsvej vest om Skive er en foreslået 2+1 sporet motortrafikvej der skal gå vest om Skive. 
Vejen bliver ca. ni km lang og er en del af primærrute 26 der går mellem Aarhus og  Hanstholm.
Motortrafikvejen skal gå mellem Skive S og Skive N og skal være med til at få den tunge trafik der kommer fra Herning og skal mod Thisted og Nykøbing Mors til at køre uden om Skive, så byen ikke bliver belastet af så meget gennemkørende trafik.
I august 2024 blev Vejdirektoratet færdig med en miljøkonsekvensvurdering  
som tidligere hed en VVM-redegørelse af en omfartsvej vest om Skive. I undersøgelsen foreslog Vejdirektoratet at omfartsvejen vest om Skive skulle være en 2+1 sporet motortrafikvej med en hastighedsgrænse på 90 km/t. 
Vejen starter i  Ringvej Syd der ligger syd for Skive og føres mod nord. Den passerer Folmentoftvej og derefter under jernbanen Langå-Struer-banen mellem Struer og Langå, her fortsætter den over Lundhedevej og videre over Krarup Møllebæk til Holstebrovej hvor der bliver etableret et hankeanlæg, hvor der er forbindelse mod Skive. Vejen føres derefter under Ballingvej sekundærrute 573 og Dølbyvej. Omfartsvejen ender i Nørre Boulevard som fortsætter som motortrafikvej primærrute 26 mod Thisted og Nykøbing Mors.